# Conchy-les-Pots
Conchy-les-Pots – miejscowość i gmina we Francji, w regionie Hauts-de-France, w departamencie Oise.
Według danych na rok 1990 gminę zamieszkiwały 462 osoby, a gęstość zaludnienia wynosiła 48 osób/km² (wśród 2293 gmin Pikardii Conchy-les-Pots plasuje się na 563. miejscu pod względem liczby ludności, natomiast pod względem powierzchni na miejscu 481.).